# Capanema
Pour les articles homonymes, voir Capanema (homonymie).
Capanema est une municipalité brésilienne située dans l'État du Pará.